# بلیر، شهرستان لیوینگستون، ایلینوی
بلیر (به انگلیسی: Blair) یک منطقهٔ مسکونی در ایالات متحده آمریکا است که در شهرستان لیوینگستون، ایلینوی واقع شده‌است. بلیر ۱۸۷٫۱۵ متر بالاتر از سطح دریا واقع شده‌است.